# 利時集團控股
利時集團(控股)有限公司，簡稱利時集團控股（英語：LISI GROUP (HOLDINGS) LIMITED，港交所：0526），於1970年由前主席江益明創立。當時名為「通達工業有限公司」。
現為利時集團股份有限公司旗下，主席為李立新。主要業務為生產及銷售金屬、塑料製家居產品。
在1995年10月11日於港交所主板上市，當時名為「通達工業(集團)有限公司」。
由於過往過度擴充，於是在約2009年出售給民營企業利時集團股份有限公司。
總部位於香港九龍長沙灣青山道576-586號製衣中心5樓A室。

## 連結
- lisigroup.com.hk